# Children of the Corn: Runaway
Children of the Corn: Runaway ist ein US-amerikanischer Horrorfilm aus dem Jahr 2018, der auf der Kurzgeschichte Kinder des Mais (Children of the Corn) von Stephen King basiert.

## Handlung
Ruth ist ein schwangerer Teenager und flieht vor einem Kult von Kindermördern in einer kleinen Stadt im amerikanischen Mittleren Westen. Sie verbringt das nächste Jahrzehnt in Anonymität und versucht, ihrem Sohn Aaron die Schrecken zu ersparen, die sie erlebte. Aber der Kult sucht ihn immer noch und findet seine Spur in Oklahoma.

## Produktion
Der Film wurde von Dimension Films mit der Absicht produziert, die Rechte am „Children of the Corn“-Franchise nicht zu verlieren. Joel Soisson, Regisseur von Genesis und Produzent von Revelation, kehrt als Drehbuchautor und Produzent zurück. John Gulager fungiert als Regisseur des Films.
Die Dreharbeiten für den Film dauerten drei Wochen in Oklahoma City. Es wurde zusammen mit Hellraiser: Judgment gedreht, beide mit einem sehr geringen Budget von Dimension Films mit der Absicht einer Heimveröffentlichung.

## Rezeption
Bloody Disgusting gab dem Film eine Wertung von 2,5/5 und dass der Film bedauerlicherweise eine Verschwendung seines Potenzials aufgrund mangelnder Tiefe des Drehbuchs und trotz Gulagers Talent ist. Zudem sagt er auch noch, dass es nicht die schlechteste Fortsetzung der Filmreihe sei, dennoch belebt es das Franchise nicht neu.